# The Irish Rover
"The Irish Rover" er en irsk folkesang om et mageløst, omend temmelig usandsynligt, sejlskib der får en uheldig undergang. Den er blevet indspillet af en lang række kunstnere, hvoraf flere har ændret teksten.
Sangens oprindelse kendes ikke med sikkerhed, men tilskrives gerne en forholdsvis ukendte sangskriver J.M. Crofts. Crofts er krediteret som forfatter på sangen på udgivelsen fra 1966, Walton's New Treasury of Irish Songs and Ballads 2.
Visse elementer af sangen tekster er blevet ændret i tidens løb. For eksempel synges åbningslinjen i et af versene ofte "We had sailed seven years when the measles broke out". 'Measles' er en forvanskning af 'mizzenz', som er den tredje og mindste mast på et skib. Både 'measles' og 'mizzens' bruges nu i forskellige versioner af sangen, afhængigt af kunstnere.
En indspilning af The Irish Rover af de to irske bands The Dubliners og The Pogues nåede #8 på UK Singles Chart og #1 på Irish Singles Chart i 1987. Dette var den første gang The Dubliners havde en sang med i Top of the Pops siden de udgav "Seven Drunken Nights" i 1967.
The Irish Rover er i dag en populær Scottish country dance og bliver danset til musikken fra denne sang.
The Irish Rovers, der blev dannet i 1963, tog navn efter sangen. De indspillede deres version af sangen på deres debutalbum i 1966

## Indspilninger
"The Irish Rover" er blevet indspillet mange gange af en lang række forskellige kunstnere. 
- 1962 – The Clancy Brothers and Tommy Makem på deres album Hearty and Hellish
- 1966 – The Irish Rovers på deres debutalbum The First of the Irish Rovers
- 1975 – Ronnie Drew på solo debutalbum Ronnie Drew
- 1987 – The Dubliners med The Pogues på The Dubliners' album 25 Years Celebration
- 1994 – Orthodox Celts på deres debutalbum Orthodox Celts
- 1998 – The Corsairs på albummet The RED One
- 2000 – Sons of Maxwell på albummet Sailor's Story
- 2001 – The Tossers på albummet Communication & Conviction: Last Seven Years
- 2005 – Bounding Main på albummet Lost at Sea, med yderligere et omkvæd
- 2005 – Liam Clancy på albummet Yes... Those Were The Days: The Essential Liam Clancy
- 2007 – Tommy Makem på på albummet The Legendary Tommy Makem Collection, der blev udgivet posthumt
- 2007 – Johnny Logan på albummet The Irish Connection
- 2009 – Culann's Hounds på albummet One for the Road
- 2010 – The High Kings på albummet Memory Lane
- 2010 – Patrick Cliffordpå albummet American Wake
- 2011 – Dropkick Murphys på albummet Going Out in Style
- 2011 – Fiddler's Green på albummet Wall of Folk
- 2012 – Mudmen på albummet Donegal Danny
- 2012 – Det tyske band Santiano på albummet Bis ans Ende der Welt